# Sant Romà de Tavèrnoles
Sant Romà de Tavèrnoles es una localidad española del municipio de Llavorsí, perteneciente a la provincia de Lérida, en la comunidad autónoma de Cataluña.

## Toponimia
El nombre del lugar puede aparecer referido con las grafías San Romá de Tabernoles y Sant Romà de Tavèrnoles.

## Historia
A mediados del siglo XIX, el lugar, ya por entonces perteneciente a Llavorsí, tenía contabilizada una población de 26 habitantes. La localidad aparece mencionada en el decimotercer volumen del Diccionario geográfico-estadístico-histórico de España y sus posesiones de Ultramar de Pascual Madoz de la siguiente manera:

ROMÁ DE TABERNOLES (San): l. agregado al distr. municipal de Llaborsi en la prov. de Lérida (30 horas), part. jud. de Sort (3), aud. terr. y c. g. de Barcelona (50), dióc. de Seo de Urgel (8). sit. en la pendiente de un monte muy alto, á 1/2 hora sobre la der. del Noguera Pallaresa; el clima es muy frio. Consta de 9 casas y una igl. dedicada á San Quirico, aneja de la parr. de Rodes, de la que dista 3/4 de hora. Confina el térm. por el N. y E. con Llaborsi; S. Rodes, y O. otra vez Llaborsi; en el mismo hay varias fuentes para el surtido del vecindario. El terreno es de mala calidad, montuoso y flojo. Los caminos son de pueblo á pueblo en mal estado: recibe la correspondencia de Llaborsi dos veces á la semana. prod.: centeno, patatas y yerba; cria ganado de toda clase y vacuno con preferencia, y caza de liebres y perdices. pobl.: 6 vec., 26 alm. riqueza imp.: 10,225 rs. contr.: el 14'48 por 100 de esta riqueza.
(Madoz, 1849, p. 546)

El lugar, considerada deshabitada, en 2022 tenía empadronado 1 habitante.

## Patrimonio
En la localidad hay una iglesia bajo la advocación de San Quirico.